# Flok a Flíček
Flok a Flíček je československý animovaný televizní seriál z roku 1980 vysílaný v rámci Večerníčku. Poprvé byl uveden v prosinci téhož roku. Bylo natočeno celkem 7 epizod, každá v délce cca 7 minut. Pod výrobou seriálu je podepsán výtvarník, scenárista, režisér a animátor Josef Lamka, s kterým také spolupracoval František Mikeš.
Flok je detektiv a Flíček pejsek – velcí kamarádi, kteří společně řeší napínavé případy.

## Další tvůrci
- Dramaturg: Kateřina Krejčí
- Hudba: Josef Pech
- Střih: Ivana Kratochvílová, Marie Drvotová
- Zvuk: Ivo Špalj
- Kamera: Miloslav Žbánek
- Vedoucí výroby: Vladimíra Argayová
- Animace: Ivan Karásek, Miroslav Kučera
- Mluví: Bohumil Bezouška

## Seznam dílů
1. Ledový hrad
2. Spící království
3. Flok a čaroděj
4. Neviditelný zloděj
5. Flok a tříhlavý drak
6. Flok a loupežníci
7. Flok a zlý vlk